# Бурчак (річка)
Бурча́к — річка в Полтавській області, лівий рукав річки Сули. Тече територією Семенівського району. На її березі розташоване село Наріжжя.

## Джерело
За ред. А.В. Кудрицького. Полтавщина : Енцикл. довід.. — К. : УЕ, 1992. — С. 1024. — ISBN 5-88500-033-6.
| Річка | Це незавершена стаття про річку. Ви можете допомогти проєкту, виправивши або дописавши її. |